# Lepidium rhytidocarpum
Lepidium rhytidocarpum là một loài thực vật có hoa trong họ Cải. Loài này được (Hook.) Al-Shehbaz mô tả khoa học đầu tiên năm 2002.